# Dryodurgades hassanicus
Dryodurgades hassanicus är en insektsart som beskrevs av Vilbaste 1968. Dryodurgades hassanicus ingår i släktet Dryodurgades och familjen dvärgstritar. Inga underarter finns listade i Catalogue of Life.